# Músculo estilohioideo
El músculo estilohioideo situado oblicuamente desde la apófisis estiloides del hueso temporal al hueso hioides, situándose por encima del vientre posterior del músculo digástrico e insertándose al rededor del tendón intermedio del mismo músculo. A causa de su situación se le considera como un músculo suprahioideo.

## Inserciones
Toma origen en la cara lateral de la apófisis estiloides del temporal, cerca de la base de esta. Desde este punto se dirige oblicuamente hacia abajo y adelante, con dirección al hueso hioides. Poco antes de llegar a este hueso se divide en dos fascículos para dar paso al digástrico (ojal del digástrico). Después se reconstituye —sus dos fascículos, se vuelven a unir—, para fijarse por medio de una lengüeta aponeurótica muy delgada en la cara anterior del cuerpo del hueso hioides, cerca de su asta mayor.

## Relaciones
El estilohioideo acompaña en casi toda su extensión al vientre posterior del digástrico, situándose lateralmente a este, y presenta las mismas relaciones que este último. 

## Vascularización
Para objeto de comprender su irrigación, el estilohioideo se divide en tres tercios que de arriba hacia abajo son:
- El tercio superior, irrigado por una o dos arteriolas procedentes de la auricular posterior.
- El tercio medio, por un ramo de la arteria carótida externa —al menos en el 33% de los casos—.
- El tercio inferior, por una ramilla procedente del ramo hioideo de la arteria lingual.

## Inervación
Está inervado por un ramo particular, el ramo estiloideo (preparotídeo) del nervio facial (NC VII), nacido por debajo del agujero estilomastoideo.

## Acción
El músculo estilohioideo tiene como función la elevación y retracción del hueso hioides, lo que provoca el alargamiento del suelo de la boca.

## Variedades
En algunos casos el estilohioideo, puede estar ausente o ser doble, yaciendo por debajo de la arteria carótida, o insertándose en el músculo omohioideo o en el milohioideo. 